# Etcharry
Etcharry település Franciaországban, Pyrénées-Atlantiques megyében. Lakosainak száma 147 fő (2022. január 1.). Etcharry Aroue-Ithorots-Olhaïby, Domezain-Berraute, Espiute és Saint-Gladie-Arrive-Munein községekkel határos.

## Népesség
A település népességének változása:
| Lakosok száma | 121  | 121  | 135  | 130  | 135  | 154  | 154  | 156  | 147  |
|               | 2013 | 2015 | 2016 | 2017 | 2018 | 2019 | 2020 | 2021 | 2022 |